# 拉普瓦爾德湖
52°12′23.12359″N 11°0′53.211594″E / 52.2064232194°N 11.01478099833°E

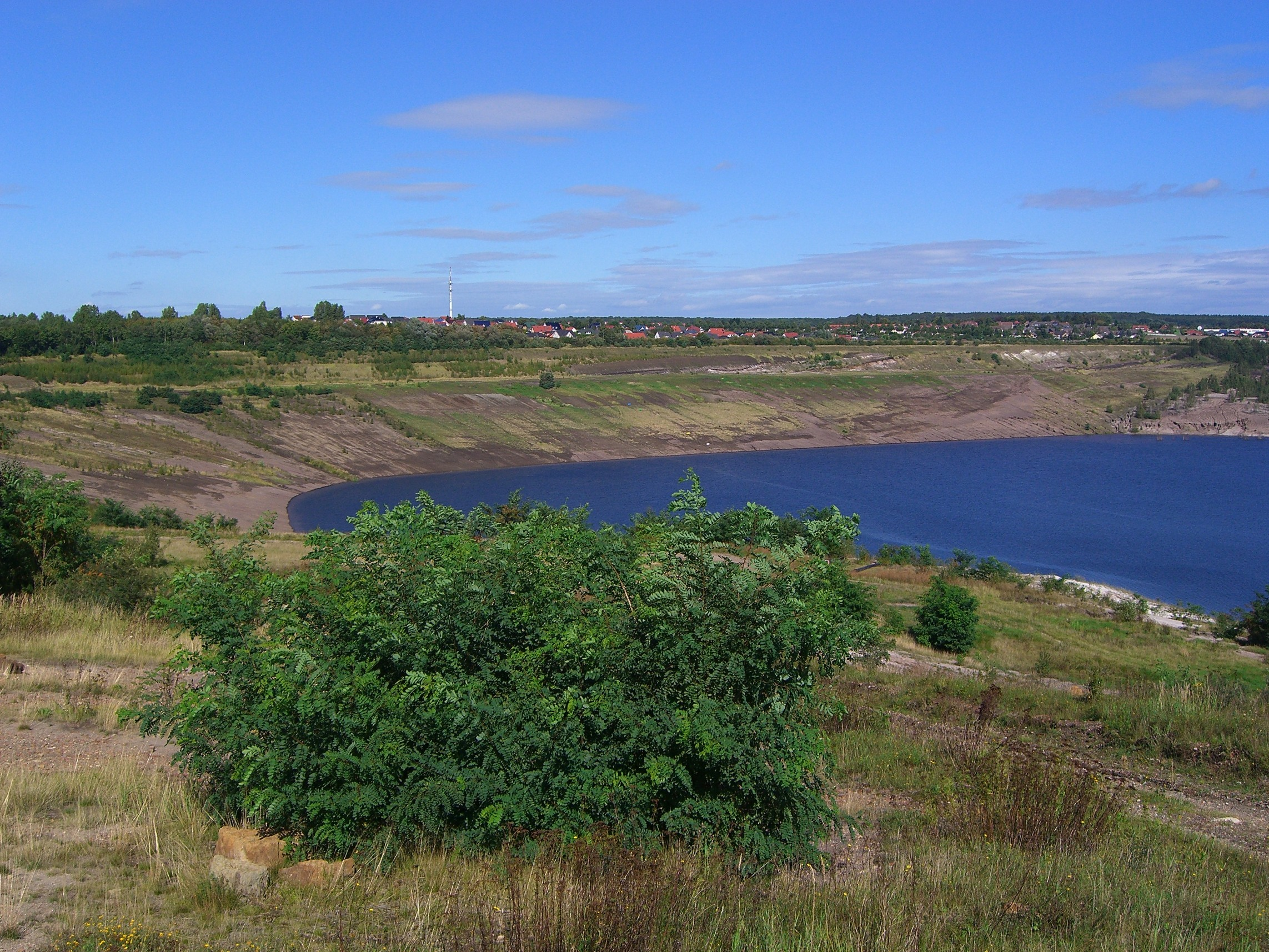

拉普瓦爾德湖（德語：Lappwaldsee），是德國的湖泊，位於該國東北部，由薩克森-安哈爾特州負責管轄，長4.6公里、寬1.7公里，面積2平方公里，平均水深16米，最大水深70米，水體容量1億2,200萬立方米。